# Chiesa di Santa Rosa (Viterbo)
La chiesa di Santa Rosa è un edificio di culto cattolico di Viterbo.

## Storia
L'attuale chiesa è stata costruita nel 1850 in rifacimento di un edificio precedente risalente al 1632, ed è annessa al convento delle clarisse. La prima costruzione sacra risale al XIII secolo e si ha notizia per la prima volta nel 1235; era conosciuta col nome di Santa Maria. Quando nel 1258 papa Alessandro IV vi fece traslare il corpo di santa Rosa, la chiesa ebbe la nuova denominazione. Questa fu distrutta verso la metà del XIV secolo, ricostruita ed abbellita da affreschi di Benozzo Gozzoli (metà del XV secolo). I lavori di rifacimento dell'edificio nel 1632 portarono alla completa distruzione di questi affreschi, di cui oggi restano solo delle copie fatte dal pittore secentesco Francesco Sabatini con la tecnica dell'acquarello e conservate nel Museo civico della città. A metà dell'Ottocento la chiesa fu ricostruita in stile neoclassico; nel 1913 fu aggiunta la cupola, su progetto dell'architetto Arnaldo Foschini, rivestita di maioliche, in seguito occultate da un rivestimento in piombo.
La chiesa, l'annesso monastero e la vicina casa dove la tradizione attesta la nascita di santa Rosa sono un grande centro di spiritualità per tutta la città di Viterbo, che onora la santa come sua patrona e che ogni anno, il 3 settembre, festeggia con il tradizionale trasporto della macchina di Santa Rosa con l'arrivo della macchina e la conclusione della celebrazione proprio sul piazzale antistante a questa chiesa.

## Descrizione

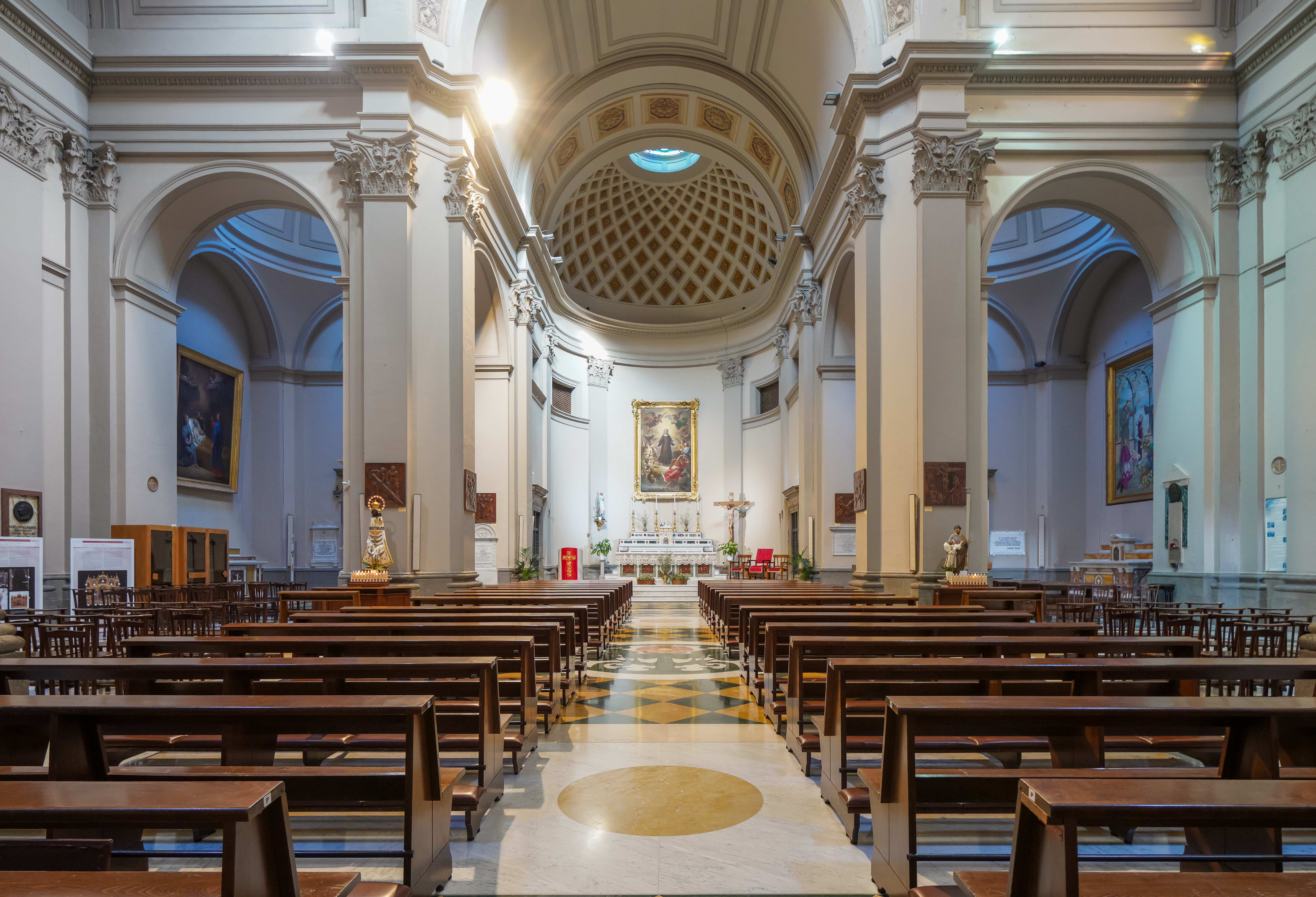
Il presbiterio

Internamente la chiesa si presenta a tre navate. La maggior parte delle opere ivi esistenti risale alla seconda metà del XIX secolo e ai primi decenni del XX secolo.
La chiesa conserva:

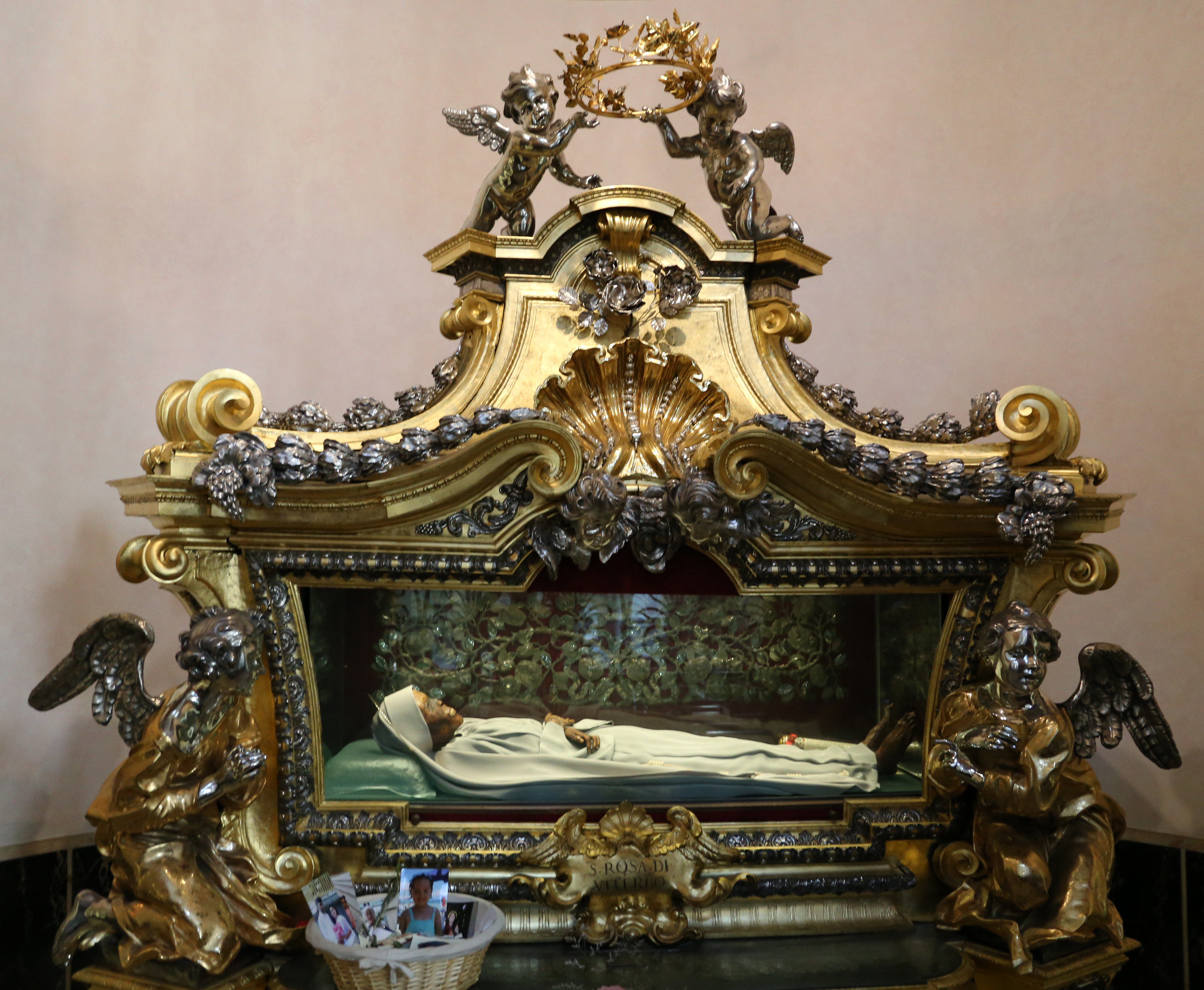
L'urna con il corpo della Santa

- un crocifisso ligneo con raggiera di legno dorato del XVII secolo, sul primo altare della navata di destra;
- la tomba della santa, costituita da un'urna di bronzo dorato affiancata da due angeli in preghiera, risalente al 1699: in essa è conservato il corpo di santa Rosa, pressoché intatto dopo quasi 8 secoli, rivestito da una tonaca di seta che periodicamente le suore del vicino monastero sostituiscono con una nuova;
- un polittico del maestro viterbese Francesco d'Antonio da Viterbo,  che raffigura la Madonna in trono col Bambino, tra le Sante Rosa e Caterina d'Alessandria; nelle cuspidi, nei pilastri laterali e nella predella sono raffigurati diversi santi e sante.[1]

Una lapide in fondo alla navata di destra ricorda la consacrazione della chiesa, avvenuta il 25 agosto 1850.
Nella chiesa è pure conservata la tomba di Mario Fani, fondatore della Gioventù italiana di Azione Cattolica e morto nel 1869.